# Tau (Rogaland)
 For alternative betydninger, se Tau. (Se også artikler, som begynder med Tau)
Tau er en by i Strand kommune i Rogaland fylke i Norge. Byen har 3.212(2019), og ligger i Ryfylke nordøst for Stavanger og  nordvest for kommunecenteret Jørpeland ved riksvei 13. Tau er et trafikknudepunkt i kommunen. Ved Tau ligger også verdens længste undersøiske tunnel, Ryfylketunnelen der er en del af den kombinerede forbindelse Ryfast. Den åbnede 30. december 2019 og knytter Tau sammen med Stavanger.  Der er også anløb af hurtigbåder for passagertrafik, og bådene korresponderer med bus til Heia, Fiskå, Hjelmeland og Jørpeland. Busserne går også gennem Ryfast til Stavanger. Det ventes at Tau kommer til at få en stærk befolkningsvækst efter åbningen af Ryfast, som erstattede færgeforbindelsen Tau-Stavanger i 2019.

## Navn
Navnet er kendt som «Taugir» i 1427 og «af Thawgh» i 1463. Navnet er formentlig afledt af substantivet taug f 'tau' og verbet tøygja 'trække'. Den grundlæggende betydning af ordet tau er 'udstyr til at trække med' – og stednavnet Tau kan i så fald sammenlignes med navnene Drag og Drageid som findes flere steder. Gården Tau ligger mellem fjorden og Bjørheimsvatnet (og længer inde Tysdalsvatnet), og det viser til at både  her blev trukket (ikke seilt eller rodd) mellem fjorden og søer  indenfor.

## Historie
Der har været udgravninger af gamle skibsvrag som tyder på at der har vært kommerciel virksomhed på Tau fra tidlig i middelalderen. Ryfylke var primært præget av denne industritype fra 1500/1600-tallet og fremover, men fæstede sig ekstra godt ved Tau.
Krossvatnet øst for vågen er kun 12 m over havniveau og dele af dette indgår som et parkområde i møllehagen. Vandfallet herfra har drevet vandmøllen i lange tider og gjort Tau til et centrum for maling af korn for store deler av Ryfylke.
Med hjælp af tysk teknologi blev der bygget en stor møllevirksomhed i begyndelsen af 1900-tallet. Dette førte til internationale skibsanløb. Disse bragte uforvarende  nye arter til den lokale floraen og man kan fortsat observere fremmede arter i områderne omkring møllen.